# Konavle
Konavle su općina u Hrvatskoj. Nalaze se u Dubrovačko-neretvanskoj županiji.

## Općinska naselja
U sastavu općine su 33 naselja (stanje 2006.), to su: Brotnice, Cavtat, Čilipi, Drvenik, Duba Konavoska, Dubravka, Dunave, Đurinići, Gabrili, Gruda, Jasenice, Komaji, Kuna Konavoska, Lovorno, Ljuta, Mihanići, Mikulići, Močići, Molunat, Obod, Palje Brdo, Pločice, Poljice, Popovići, Pridvorje, Radovčići, Stravča, Šilješki, Uskoplje, Vitaljina, Vodovađa, Zastolje, Zvekovica.

## Zemljopis
Konavle su kraj smješten jugoistočno od Dubrovnika, na krajnjem jugu Republike Hrvatske, te graniče s Bosnom i Hercegovinom i Crnom Gorom (25 km). Sjedište općine Konavle je u Cavtatu. Ispod strmih litica konavoskih stijena južno od naselja Popovići nalazi se mala pješčana plaža Pasjača osebujne ljepote, koja je na portalu „Najbolja odredišta u Europi“ (European Best Destinations) proglašena najboljom europskom plažom 2020. godine.

## Stanovništvo
| broj stanovnika | 9092  | 9234  | 9304  | 9949  | 10701 | 9886  | 9088  | 9590  | 8916  | 8813  | 8729  | 8329  | 8551  | 9074  | 8250  | 8577  | 8607  |
|                 | 1857. | 1869. | 1880. | 1890. | 1900. | 1910. | 1921. | 1931. | 1948. | 1953. | 1961. | 1971. | 1981. | 1991. | 2001. | 2011. | 2021. |

Prema popisu stanovništva iz 2011. godine, općina Konavle imala je 8577 stanovnika, raspoređenih u 32 naselja:
- Brotnice – 31
- Cavtat – 2153
- Čilipi – 933
- Drvenik – 52
- Duba Konavoska – 63
- Dubravka – 295
- Dunave – 155
- Đurinići – 96
- Gabrili – 210
- Gruda – 741
- Jasenice – 14
- Komaji – 275
- Kuna Konavoska – 17
- Lovorno – 183
- Ljuta – 194
- Mihanići – 96
- Mikulići – 88
- Močići – 447
- Molunat – 212
- Palje Brdo – 130
- Pločice – 83
- Poljice – 70
- Popovići – 236
- Pridvorje – 236
- Radovčići – 228
- Stravča – 60
- Šilješki – 22
- Uskoplje – 136
- Vitaljina – 211
- Vodovađa – 190
- Zastolje – 150
- Zvekovica – 570

## Uprava
Od osamostaljenja na svim lokalnim izborima HDZ je samostalno ili s koalicijskim partnerima imao većinu u Općinskom vijeću. Za načelnika je pet puta biran Luka Korda, a od 2017. načelnik općine Konavle je Božo Lasić. Zamjenik načelnika je Ivo Radonić, a predsjednik Općinskog vijeća Ivo Simović.

## Etimologija
Konavle dobivaju ime po latinskoj riječi canalis, nekoj od njenih izvedenica canale, canavia, canabula ili istoznačnih lokalnih izraza konali, a odnosi na vodovodne kanale koji su od izvora u selu Vodovađa preko Konavoskog polja napajali vodom antički Epidaurum (današnji Cavtat).

## Povijest
Konavle su nastanjene još od paleolitika i neolitika. U 5. i 4. stoljeću pr. Kr. u ovom području su se nastanila ilirska plemena Plerejaca i Ardijejaca, a u 2. stoljeću pr. Kr. Rimljani koji su na mjestu grčke kolonije Epidaura (Cavtata) razvili važno trgovačko-pomorsko središte na sjecištu rimskih puteva. Osim ostataka rimskog vodovoda u blizini sela Vodovađe, o tome svjedoče ostatci villae rusticae, kultnih spomenika (Mitrejski spomenik u Močićima), grobovi, ostatci rimske ceste iznad Cavtata te mnoštvo ulomaka i arheoloških nalaza.
U srednjem vijeku Konavle su bile dio Travunje koja je u različitim razdobljima bila vezana vazalskim odosima za srpske, zetske i bosanske vladare. Arheološki nalazi i spomenici iz tog razdoblja su nekropole Bogumislkih stećaka u Konavoskim brdima, Gabrilima, Mihanićima i Dunavama, od kojih se najljepšim smatra stećak u Brotnicama na groblju crkve Sv. Tome. Međutim, tradicije govore o pripadnosti područja Konavala Dubrovniku, na koja se poziva i Dubrovačka Republika u nastojanjima da cjelokupno područje vrati pod svoju vlast.
U povelji humske vlastele Sankovića navodi se da su ljudi staroga grada, Epidaura, rodili i nasljedili vlastela grada Dubrovnika. Stare kronike dubrovačke bilježe istu tradiciju, uz N. Ranjinu, Dž. Rastić navodi: Konavle su: najstarija jurisdikcija porušenoga grada Epadaura, pa se stoga i pristojalo da nakon 800 godina potomci Epidavrana ponovno steknu stari dominij nad Konavlima i Vitaljinom. Da su pak te zemlje pripadale Epidauru, o tome najjasnije svjedoči vodovodno kanal, izrađen ogromnim troškom, da bi se dovela voda u Epidaur s udaljenosti od 20 milja... Iz navedenoga slijedo da baština stanovnika Epidaura pripada Dubrovčanima, čiji se poklisari i pred turskim sultanom godine 1430. izjašnjavaju: Konavle su bile zapravo dubrovačko vlasništvo u ono vrijeme kada je njihov grad još bio na prvotnom mjestu, ali su im to područje, a i druge zemlje, oteli kraljevi i gospoda.
Početkom 15. st. Konavle su u općem sastavu Bosne u rukama moćnih feudalaca, i to istočni dio pod Sandaljem Hranićem, a zapadni (uključujući  Cavtat i Obod) pod braćom Petrom i Radoslavom Pavlovićem. Intenzivnim pregovorima i diplomacijom Dubrovačka Republika 24. lipnja 1419. g. dolazi u posjed istočnog dijela Konavala (od Popovića do Soko kule i rta Oštro) kupoprodajnim ugovorom sklopljenim sa Sandaljem Hranićem, koji je zauzvrat dobio palaču u Dubrovniku, zemlju u Župi vrijednu 3000 dubrovačkih perpera i godišnji danak od 500 perpera, te 36000 perpera ili 12000 dukata u gotovini. Nakon osam godina, 31. prosinca 1426. Dubrovčani su kupili i preostali Zapadni dio Konavala s Cavtatom i Obodom od Radosava Pavlovića, uz iste uvjete kao i istočni dio.
Dubrovačka vlada je Konavle proglasila svojim feudalnim posjedom, kojim je upravljao knez ustoličen u Pridvorju. Spomenici iz tog doba su Knežev dvor u Pridvorju i Soko kula u Dunavama, važna obrambena utvrda krajnjeg dubrovačkog juga. Godine 1423. dubrovačka vlada učvrstila je svoju vlast u istočnom dijelu Konavala. Cijelu obradivu površinu podijelila je na 37 decena. Svaki decen imao je 10 dijelova, a svaki dio 4 četvrtine. Četvrtina je iznosila 6 do 9 zlatica površine (zlatica ili solad=1678 m2), dio je sadržavao 24 do 36 zlatica. Vlada je isprva odlučila Konavljanima oduzeti svu zemlju i sve ih učiniti kmetovima, ali ipak je popustila i dopustila da 66 obitelji vlastelinčića i dalje uživa i obrađuje vlastitu zemlju (3 do 12 zlatica). Godine 1427. kad je kupljen zapadni dio Konavala podijeljen je na 38 decena obradive zemlje, a ništa nije ostavljeno vlastelinčićima. 
Od 1430. do 1433. trajao je Konavoski rat koji je umnogome utjecao na stanje u Bosni, Humu i Dubrovniku, te je uvelike promijenio stanje u jugoistočnoj Europi.
Planine su Dubrovčani 1442. podijelili među vlastelu, dio je dobio hrvatski ban Matko Talovac. Međutim, u 15. stoljeću Turci su zauvijek oduzeli Dubrovčanima Planine. Pašnjaci, šume, dubrave, vode i lokve bili su zajedničko dobro. Svatko se smio besplatno služiti, ubirati plodove, sjeći, pasti, voditi na ispašu itd. Jedino je bilo zabranjeno posjeći drvo koje pruža hlad stoci i dubove koji rađaju žir za svinje. Uzgajane su ovce, koze, magarad, konji i goveda. Samo je država smjela zidati mlinove, ograđivati solane, podizati stupe za stupanje lana i konoplje i valjaonice za valjanje vune i zidati crkve i kuće u vapnu. Sađeni su pšenica, raž, ječam, proso, sijerak, bijeli i crveni luk, bob, sočivo, leća, tikve, kupus, krumpir, kukuruz, grah, smokva, orah, murva, šljiva, kruška, jabuka, oskoruša, mjendul, limun, naranča, šipak, kaiš, vinova loza i maslina. Seljak je zadržavao 3/4, a gospodaru je pripadala 1/4 uroda. Konavoskom knežijom upravljao je knez kojega je biralo Veliko vijeće na 6 mjeseci (poslije godinu dana). Nije smio biti uzastopce biran. Sudio je u parnicama (krađa, tučnjava, provala, razmirica i sl.), u početku je uz njega stajala porota. Teže slučajeve vodio je na dubrovački sud. Preslušavao je svjedoke, hitao bjegunce, nadzirao obrađivanje gospodareve zemlje, izvršavao kazne, nadzirao stražarenje na granici, popravljanje i gradnju javnih putova, zidanje utvrda, iskrcavanje brodova. Zapovijedao je vojskom (vojna obveza obuhvaćala je Konavljane od 20. do 60. godine života). Vojna služba bila je besplatna, s tim da vojnici sudjeluju u diobi plijena. Katkad bi dobili 2 groša dnevnice. U slučajevima ratne opasnosti narod se sklanjao u Soko kulu, Cavtat, Molunat ili rt Oštro na ulazu u Boku. Radi uspješne obrane uz kneza je postojao i kapetan. On je prebivao u Cavtatu, tako da su Cavtat i Obod tvorili kapetaniju unutar konavoske knežije. Knez je boravio u dvoru u Pridvorju, gdje je podignut i samostan. Uz kneza je na dvoru stanovao kancelar koji je stilizirao kneževe odluke, pisao pozive, vodio zapisnike saslušavanja, sastavljao tužbe i agrarne, obrtničke i kupoprodajne ugovore, novčane obveznice, oporuke itd. Spisi konavoske kancelarije izgorjeli su na početku 19. stoljeća pa je iscrpnija povijest Konavala gotovo nepoznata i zauvijek izbrisana. Kancelari su u početku bili svećenici, a kasnije svjetovnjaci koje je postavljala vlada. Kaznaci ili glavari koje je birao narod vodili su računa o porezima. Nakon bune 29. ožujka 1800. donesene su nove norme. Rabota smije trajati 90 dana uračunavajući dane kad se ne radi ili putuje iz mjesta u mjesto, gospodar kmetu kad rabotā mora dnevno dati 2 kutla (oko 1,6 l) zdrava vina, 30 unča (oko 0,72 kg) pšenična kruha, kutao (oko 0,8 kg) sočiva za prismok, dovoljno soli i ulja za začin ili protuvrijednost u novcu. Na blagdane ili kišne dane kmetu pripada polovina od toga. Prvi konavoski knez bio je Marin Gundulić, izabran 25. svibnja 1420. Posljednji je bio Vlaho Bernarda Kabužić (1807.). Ukupno ih je bilo 520: 50 Sorkočevića, 44 Gundulića, 41 Bunić, 38 Gučetića, 35 Crijevića, 32 Kabužića, 31 Menčetić, 30 Rastića, 26 Đurđevića, 25 Pucića, 19 Prokuljevića, po 17 Gučetića i Palmotića, po 16 Saraka i Džamanjića, 11 Ranjina, 10 Tudiševića, te nešto Basiljevića, Benešića, Binčulića, Bondića, Božidarevića, Bučinčića, Buća, Gradića, Lučića, Natalića, Prodančića, Volčevića i Zlatarića. Prvi knez i njegovi nasljednici birani su u senatu, a ostali u Velikom vijeću. Za kneza je mogao biti biran vlastelin koji je navršio 30 godina. Godine 1660. ta je dob snižena na 25 godina, osim za stonskog i lastovskog kneza. No 1739. je propisano da konavoski knez ne smije biti mlađi od 30 godina. Izborni mandat je do 1636. trajao 6 mjeseci, a otada godinu dana. Izabrani knez nije smio otkazati službu pod kaznom od 100 perpera, a to je bez kazne mogao učiniti svaka 2 mjeseca u mandatu od 6 mjeseci. Knez je za potrebe službe morao imati 2 knežaka, 1 svećenika i 3 konja. Kneževa plaća iznosila je 500 perpera za 6 mjeseci, a 1421. snižena je na 250 perpera s tim da više nije dužan uzdržavati ni knežake ni svećenika nego samo 3 konja. Knežak ima plaću 4,5 perpera mjesečno, a svećenik 6 perpera. 1427. poslije dobivanja drugog dijela povećan je broj knežaka s 2 na 6, a konja s 3 na 4. Kneževa plaća iznosi 500 perpera, a svećenikova 90. Dodijeljen je jedan vice-knez sa sjedištem u Površi, a 1435. drugi sa sjedištem u Mrcinama (danas Dubravka). Oni su prvenstveno zaduženi za organiziranje straža. 1597. Konavljani su imali 7 trgovačkih jedrenjaka, 1605. iz Cavtatske kapetanije 6 velikih i 8 manjih. Od 1642. do 1651. posjedovali su 2 pulake, 2 fregate, 3 filjuge, 4 gripa, 3 tartane i 7 čamaca. Od 1704. do 1734. Cavtaćani su imali 31 trgovački jedrenjak međunarodnog značenja, a cijela Dubrovačka Republika 85. Od 1734. do 1744. imali su 28 jedrenjaka (10 tartana ukupne nosivosti 354 kara, 9 filjuga 161 kara, 3 pulake 171 kara, 3 fregaduna 138 kara, 1 vašel 44 kara, 1 marsilijan 59 kara, 1 tartanela 12 kara). Od 1745. do 1759. je 50 pomorskih kapetana iz Konavala, 37 s Pelješca, 21 iz Grada i Gruža. Potkraj 18. i u početku 19. stoljeća postojale su pomorske linije Obod-Cavtat-Dubrovnik Matka Herendije, Cavtat-Dubrovnik Tonka Kazilara i Cavtat-Dubrovnik Tonka Miljana. Konavle ostaju u sastavu Dubrovačke Republike kao njena najveća žitnica sve do njenog ukidanja 1808. godine.  Nakon kratkotrajne francuske okupacije, Konavle su poharali crnogorski i ruski osvajači, da bi nakon Bečkog kongresa 1815. prešle zajedno s ostatkom dubrovačkih posjeda pod Austrijsku vlast. Velike poplave uništile su grožđe 1905. i 1906., a 1901. bila je puštena u promet željeznička pruga. U drugoj polovini 19. stoljeća dolaze prve škole, telegrafi i parobrodi. Prva niža muška pučka škola otvorena je u Cavtatu 1824., a vodio ju je profesor Niko Gjurian. U Cavtatu je pošta otvorena 1840., a prvi telegraf proradio je 12. studenog 1865. U Grudi je pošta otvorena 1. listopada 1866., a telegraf je proradio 1839. U Mrcinama pošta 1908. U Pločicama pošta 29. rujna 1907., a telegraf 3. srpnja 1912. U Čilipima pošta 21. rujna 1907., a telegraf 22. prosinca 1909. Godine 1929. u Cavtatu borave 1 063 turista, od toga 135 inozemnih. Za usporedbu 1979. boravi 56 425 turista, 38 533 inozemna. Na Zvekovici je između dva svjetska rata prijevoz (Herceg-Novi – Dubrovnik) obavljao Mijo Raše kočijama kapaciteta 5-8 putnika, a kasnije autobusima 20-25 putnika. Od 1925. Stanoš Vuko vozio je od Grude do Dubrovnika oko 1,5 sat autobusom kapaciteta 20-25 putnika. Iz Čilipa su za Dubrovnik vozili Mustahinić, Bošković, Borovinić, Krilanović i Vlahutin. Nakon rata, 1956. zadruga Gruda kupila je mali autobus TAM koji je 1957. pripojen poduzeću Konavle i vozio je na crti Pločice-Gruda-Dubrovnik. Poslije toga uvedena je crta Dubravka-Gruda-Dubrovnik, a 1959. Dubrovnik-Herceg-Novi, Dubrovnik-Ston-Trpanj i Konavle-Dubrovnik-Split. Godine 1961. ukinuto je poduzeće Konavle i pripojeno dubrovačkom poduzeću Libertas.
Okupacija i razaranje JNA i četničkih postrojbi u listopadu 1991. praćena pljačkaškim pohodom crnogorskih civila posljednji je u nizu napada koje su Konavle pretrpjele od istočnih susjeda.

## Kulturno naslijeđe
Naselja u Konavlima do danas su zadržala izgled tradicijske kamene arhitekture koja govori o odnjegovanosti svih segmenata života, kulturi stanovanja, kulturi obrade zemlje i poštovanju tradicijskih zasada i osjećaja pripadnosti prostornom ambijentu Konavala. Kroz Gornju Bandu Konavala susrećemo zaseoke monumentalne zadružne arhitekture ( npr. Miljanići i Uskoplje), a u ovom rubnom području ističe se spomenik Soko-kula, strateški vrlo važna srednjovjekovna utvrda, smještena u brdskom prijevoju prema hercegovačkom zaleđu.
Čilipi su kulturni centar Konavala, poznati po svojim nedjeljnim folklornim priredbama, na kojima se turisti mogu upoznati s konavoskim tradicijama te uživati u čuvenoj konavoskoj narodnoj nošnji, plesovima i tradicionalnom konavoskom vezu. Franjevački samostan s crkvom Sv. Vlaha u Pridvorju, najveća je građevina javne, svjetovne, vjerske i upravne namjene Dubrovačke Republike u Konavlima.
Stari grad Cavtat klasičan je primjer dubrovačkog urbanizma i planske gradnje naselja granične utvrde sa zidinama i obrambenim jarkom, u kojemu i danas očuvan raspored ulica nalik dubrovačkoj četvrti Prijeko. U toploj atmosferi urbane cjeline stare jezgre Cavtata, ističe se kuća Vlaha Bukovca – muzej ambijetalnog gradskog prostora, atelje i galerija umjetnina najznačajnijeg hrvatskog slikara akademskog realizma. Mauzolej obitelji Račić na groblju Sv. Roka u Cavatu remek je djelo poznatog kipara Ivana Meštrovića. Knežev dvor iz 16. st. smješten uz cavtatsku rivu, nekadašnje je sjedište dubrovačkog kneza, a danas galerija i zbirka umjetnina zaklade Baltazara Bogišića, poznatog pravnika, jurista, pravnog povjesničara i sakupljača slavenskog etnografskog nasljeđa iz 19. st. Pinakoteka župne crkve Sv. Nikole čuva vrijedno sakralno blago koje je prikupljano kroz stoljeća. Franjevački kompleks i crkva Gospe od Snijega poznata je po Politpihu Vicka Dobričevića, jednom od predstavnika Dubrovačke renesansne slikarske škole.
Mijo Šiša Konavljanjin svojim radovima izloženim u galeriji u Mihanićima nastoji iz zaborava otrgnuti autentične konavoske krajolike i slike iz života konavoskog puka.

## Gospodarstvo
Gospodarstvo je tradicionalno temeljeno na poljoprivredi, ali se stanovništvo razvojem turizma uglavnom baziralo na turizam (hoteli) i promet (Zračna luka Dubrovnik, Čilipi). Zračna luka donijela je velike mogućnosti mlađoj populaciji Konavala, ali se zbog toga velika većina ljudi odrekla tradicionalnog obrađivanja polja.
Od poljoprivrednih kultura uzgaja se pretežito vinova loza te sve vrste voća i povrća, a zbog plodne zemlje, povoljnih klimatskih uvjeta i obilja vode konavosko je polje bilo glavna opskrba poljoprivrednim dobrima u Dubrovačkoj Republici.

## Poznate osobe
- Baltazar Bogišić – pravnik
- Vlaho Bukovac – slikar
- Tereza Kesovija – pjevačica
- Niko Pulić – automobilistički as
- Frano Supilo – novinar i publicist
- Miho Klaić – političar
- Rafo Bogišić – znanstvenik
- Stijepo Obad – znanstvenik
- Luko Zore – filolog
- Mato Vodopić – književnik
- Luko Paljetak – pjesnik
- Miho Demović – glazbeni povjesničar i muzikolog
- Stijepo Mijović Kočan – pjesnik
- Zvonimir Deranja – nogometaš
- Ratko Zvrko – hrvatski pjesnik
- Niko Bete – hrvatski pjevač
- Lukša Klaić – hrv. nogometni sudac

## Obrazovanje
U Konavlima trenutno djeluju dvije osnovne škole, na Grudi i u Cavtatu, s nizom područnih škola. Stanovništvo srednju školu polazi uglavnom u Dubrovniku, te na fakultetima u Hrvatskoj.

## Kultura

### Konovizija
Konovizija je natjecanje u pjevanju na kojem može sudjelovati po jedan predstavnik iz svakog konavoskog sela. Osmišljeno je po uzoru na Pjesmu Eurovizije te se održava godišnje od 2018. godine. Voditelji programa su Toni Čeović (ujedno i pokretač natjecanja), Kate Lujo (od 2021.) te Juraj Magud. Program se svake godine emitira uživo na televiziji Libertas.

## Šport
Najpoznatiji športaši iz Konavala su vaterpolisti. Većina njih je svoju karijeru započela u VK Cavtat, a nastavila u dubrovačkom VK Jug. Luko Vezilic i Goran Sukno su sudjelovali u osvajanju trofeja Kupa prvaka 1980. godine. Isti dvojac na Olimpijskim igrama u Moskvi 1980. godine osvaja srebro.
Goran Sukno sudjeluje u osvajanju zlatnog odličja u Los Angelesu 1984. godine. Serija uspjeha se nastavlja i 1986. kad Sukno kao kapetan, na Svjetskom prvenstvu 1986. godine u Španjolskoj, podiže pobjednički pokal.
Na Olimpijskim igrama u Atlanti 1996. godine Jugaš Maro Balić osvaja srebrnu medalju – prvo odličje za Hrvatsku na jednom velikom natjecanju.
Zvonimir Deranja je najpoznatiji nogometaš iz Konavala. Nastupao je za prvoligaša iz Splita HNK Hajduk i mladu reprezentaciju.

## Vanjske poveznice
|  | Zajednički poslužitelj ima još gradiva o temi Konavle |

- Službena stranica Općine Konavle
- Konavle u Hrvatskoj enciklopediji LZMK